# Veigy-Foncenex
 Veigy-Foncenex  es una comuna y población de Francia, en la región de Ródano-Alpes, departamento de Alta Saboya, en el distrito de Thonon-les-Bains y cantón de Douvaine.
Está integrada en la Communauté de communes du Bas-Chablais .
Es una población fronteriza con Suiza y atravesada por el río Hermance.

## Demografía
| 585 | 713 | 738 | 843 | abs. | 1 125 | 1 110 | abs. | 928 | 868 | 881 | 864 | 812 | 823 | 841 | 828 | 801 | 789 | 804 | 775 | 805 | 837 | 812 | 796 | 726 | 750 | 746 | 847 | 1 396 | 1 935 | 2 405 | 2 502 | 3 151 |
| Para los censos de 1962 a 1999 la población legal corresponde a la población sin duplicidades (Fuente: INSEE [Consultar]) |     |     |     |      |       |       |      |     |     |     |     |     |     |     |     |     |     |     |     |     |     |     |     |     |     |     |     |       |       |       |       |       |